# 現金問屋

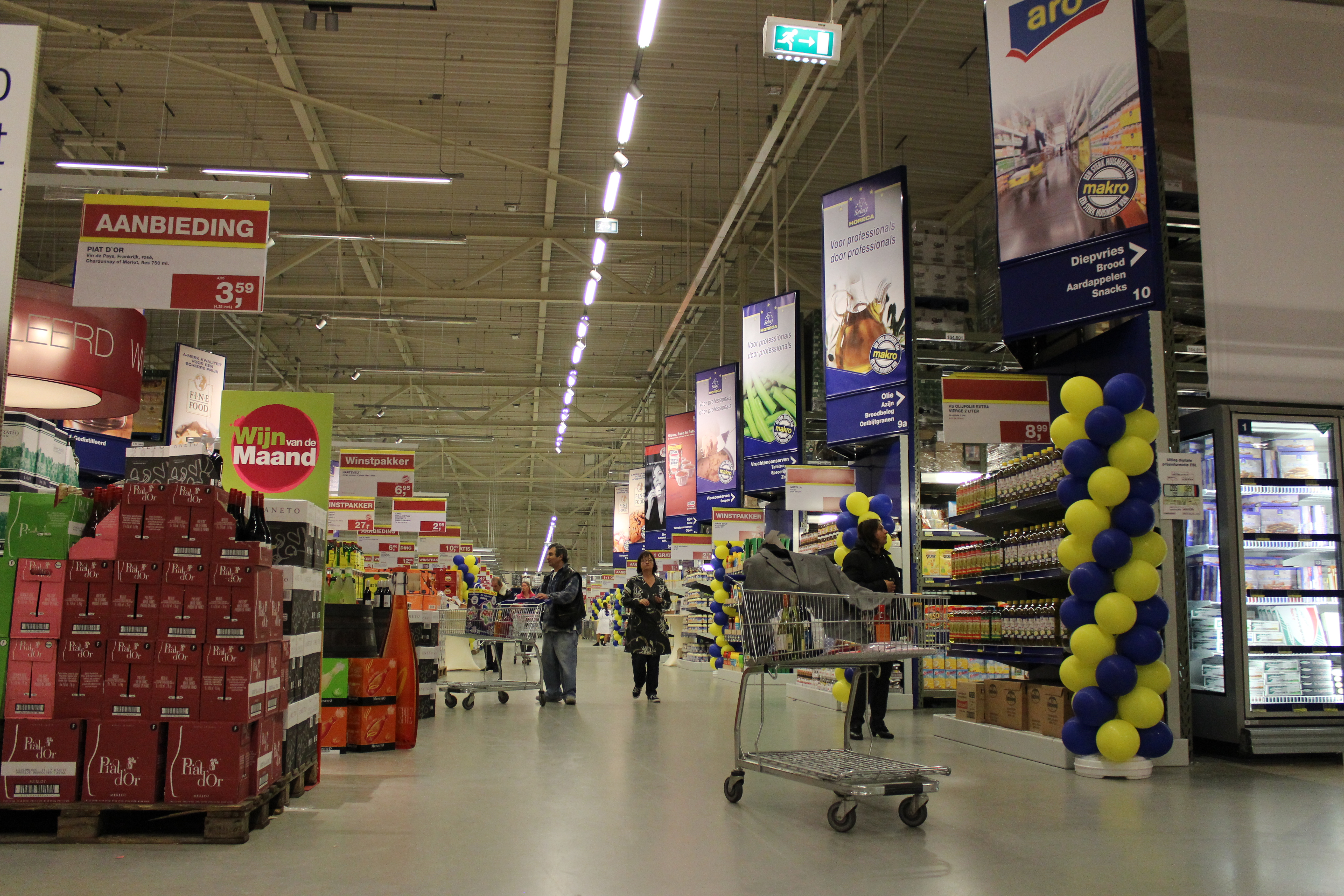
オランダのホールセールクラブ

現金問屋（げんきんどんや）とは卸売業の一形態。現金問屋とされている問屋というのは、商品の仕入れを検討している小売業者が現金を持参した上で訪問し、その場で仕入れる商品を選び購入し現金で支払い、小売業者が自ら商品を持ち帰るという方法を取っている問屋である。問屋というのは通常はショールームのような形態であり、小売業者は注文をするのみであり配送などは問屋の方が行っていたということから、現金問屋の方が小売業者に対するサービスが少ないというわけである。現金問屋となったならば人件費や配送費が大幅に節約できるなどでコスト削減が実現できると同時に、その場で現金で支払うということから現金トラブルを発生させにくいなどといった効率的な経営ができるというわけである。
何よりも問屋側にとってはその場で資金決済が行われるため、貸し倒れのリスクを負うことが無い。そのため貸し倒れコストの分だけ販売価格を下げる事ができ、それが現金問屋の価格競争力の源泉となっている。